# Луций Тутилий Понтиан Гентиан
Луций Тутилий Понтиан Гентиан (на латински: Lucius Tutilius Pontianus Gentianus) е политик и сенатор на Римската империя през 2 век.

## Биография
Тутилий произлиза от Емерита Аугуста в провинция Лузитания от фамилията Тутилии.
През 183 г. Гентиан е суфектконсул заедно с редовния консул Гай Ауфидий Викторин Гал на мястото на император Комод.
Вероятно той е този Тутилий, който се споменава в Historia Augusta като бивш любовник на майката на Комод, чието консулско назначаване носи подигравателната титла, дадена от сената „Пий“ (Pius) (183), на императора.